# Today Forever
Today Forever (deutsch: „Heute für immer“) ist eine im Jahre 2003 gegründete deutsche Hardcore-Punk-Band aus Kassel. Die Band löste sich 2017 auf, fand sich aber 2024 wieder zusammen.

## Geschichte
Today Forever wurde im Jahre 2003 von Christian Besteck, Tim Schütz, Roman Terpitz und David Glöckner gegründet. Schon im ersten Jahr ihres Bestehens nahm die Band in Eigenregie ihre erste Demo-CD auf. Kurz danach verließ Roman Terpitz die Band und wurde 2004 durch Manuel Otto ersetzt, der bereits als Gastmusiker mit der Band aufgetreten war.
Today Forever begannen umgehend neue Songs zu schreiben und diese in den Kohlekeller Studios aufzunehmen. Mit dem Erscheinen des ersten Albums The new Pathetic über das Label Strike First Records / Facedown Records (USA) gab es einen weiteren letzten Wechsel in der Bandbesetzung. Christian Besteck gab den Bass an Marco Engelhardt ab, um sich nun nur noch dem Gesang widmen zu können.
Es folgten Auftritte mit Bands wie Comeback Kid, Modern Life Is War, Converge oder Deadsoil. 2006 kam dann die erste sechswöchige Tournee durch Nordamerika. Im Anschluss daran waren sie Vorgruppe der kanadischen Band Silverstein auf deren Deutschlandtour und spielten bei einzelnen Konzerten im Vorprogramm von Ignite, Maintain, Terror und anderen. Sie spielten in dieser Zeit mehr als 250 Konzerte und nahmen Videos zu den Liedern Better Values und Pinpoint the Shift auf.
2008 waren Today Forever dann wiederum Vorgruppe für Silverstein, diesmal aber auf der gesamten Europatournee, welche die fünf Kasseler in zwei Wochen durch die Metropolen von Spanien bis nach Finnland führte. Danach trennten sich Today Forever von ihrem Label, um das neue Album Profound Measures am 17. April 2009 bei dem Label Bastardized Recordings zu veröffentlichen.
Seit April 2010 schrieb die Band an neuen Stücken für ein weiteres Album. Private Verpflichtungen der Bandmitglieder verzögerten diesen Prozess, so dass man erst im März 2011 zu ersten Aufnahmen in das Studio ging. Today Forever entschlossen sich wieder zur Zusammenarbeit mit den Kohlekeller Studios. Die letzten Aufnahmen zum neuen Album wurden erst im September 2011 eingespielt. Die Musiker entschlossen sich zudem den Gesang, den Bass und die crew-vocals (u. a. mit Kid D Rykers) in Eigenregie im eigenen Proberaum aufzunehmen. Grund dafür war die Suche nach einem raueren Sound. Am 6. Januar 2012 erschien dann das Album Relationshipwrecks über Bastardized Recordings. Den digitalen Release übernahm das kanadische Label Verona Records, dessen Gründer Shane Told (Sänger der Band Silverstein) ein langer Wegbegleiter und Freund der Band ist. Nach der Veröffentlichung von Relationshipwrecks entschloss sich die Band sich von Schlagzeuger Tim Schütz zu trennen. Florian Pieper (Rykers) übernahm im März 2012 seine Position und spielte am 11. Januar 2014 sein letztes Today Forever Konzert. Jan Erichson, der bereits seit 2013 der Band auf Festivals als Ersatz am Schlagzeug zur Verfügung stand, wurde festes Bandmitglied. Im Januar 2014 wurde dann das letzte Album Relationshipwrecks nochmals veröffentlicht, diesmal jedoch auf altertümlichen Kassetten. Die Veröffentlichung wurde über das neu gegründete Tape-Label Oktogon realisiert. Es wurde stiller um die 5 Männer aus Kassel. Vereinzelte Konzerte im In- und Ausland ließen die Band aber nie ganz aus dem Fokus verschwinden.
Es sollten zwei Jahre vergehen bis Today Forever eine neue Veröffentlichung für das Jahr 2016 bekanntgaben. Neun Tracks wurden in der Heimatstadt im Studio Kassel produziert. Zudem entschied man sich auch das Artwork und das Bildmaterial von Künstlern aus Kassel anfertigen zu lassen, sodass das neue Album mit Namen Derangement eine komplette hometown-production wurde. Der Vertrieb lief abermals über Bastardized Recordings. Den digitalen Release übernahm abermals Shane Told über sein Label Verona Records. Im Anschluss an die Veröffentlichung tourten Today Forever wieder mit Bands wie Silverstein oder Being as an Ocean durch Deutschland.
Im Jahr 2017 wurde es dann zu Beginn des Jahres ruhiger um die Band. Die Band verkündete für 2017 die Auflösung. Der Grund war der Wunsch sich mehr um die Familien und Berufe kümmern zu können. Am 3. November 2017 gab die Band ihr letztes Konzert in der Goldgrube in Kassel.

## Stil
Der Stil der Band ist in die Kategorie New-School-Hardcore einzuordnen. Die meisten ihrer Texte sind emotional und beschreiben die Wünsche der fünf Musiker oder erzählen Geschichten von zusammen Erlebtem. Ihre Musik weist Elemente von Hardcore und Metal auf. Geschrei und Gesang wechseln mit Melodie- und Mosh-Parts.

## Hintergrund
Durch den Plattenvertrag mit dem einstigen Label Guideline Records haftete der Band das Image einer christlichen Hardcoreband an. D. h., dass die fünf Musiker Musik machen würden, um ihre Glaubensrichtungen bekanntzugeben bzw. zu verbreiten. Dies war aus heutiger Sicht sicherlich auch ein Grund für den Wechsel des Labels. In Interviews (z. B. Fuze-Magazin) unterstrichen die Musiker von Today Forever, dass sie fünf ganz unterschiedliche Menschen sind und ihre unterschiedlichen Glaubensrichtungen nicht der Grund dafür seien, dass sie Musik zusammen machen. Zitat: „...wir machen Musik der Musik halber [...] wir sind eine leidenschaftliche Hardcoreband, die ihre Emotionen und erlebte Geschichten musikalisch untermalt, nicht mehr und nicht weniger...“. Mit diesen Aussagen distanzierten sich Today Forever von ihrem fälschlich anhaftendem Image.

## Diskografie

### Alben
- 2006: The New Pathetic
- 2009: Profound Measures
- 2012: Relationshipwrecks
- 2014: Relationshipwrecks (Kassetten edition)
- 2016: Derangement

### MCD
- 2003: Broken Heart Serenety (eigenständig)

### Videos
- 2007: Better Values (aus The New Pathetic)
- 2008: Pinpoint the Shift (aus Profound Measures)
- 2012: Waiting Forever (aus Relationshipwrecks)
- 2016: Final Remark (aus Derangement)
- 2024: TF @ Goldgrube Kassel (aus Relationshipwrecks)